# 城里町立常北中学校
城里町立常北中学校（しろさとちょうりつ じょうほくちゅうがっこう）は、茨城県東茨城郡城里町にある公立中学校。
東日本大震災で一部校舎が損壊し、校舎に入ることが困難となった。
しかし建設中だった新校舎があり、完成までの一学期間茨城県立常北高等学校の校舎の一部を間借りし、2012年の夏に新校舎へと移った。

## 沿革
- 1958年 常北町立常北中学校発足
- 2010年～2011年 校舎改築工事
- 2011年 東日本大震災により校舎が使用不可に。茨城県立常北高等学校を借用しての授業実施
- 2015年 城里町立七会中学校と統合

## 部活動

### 運動部
- 野球部（男子）
- ソフトボール部（女子）廃部しました。
- サッカー部（男子）
- バレー部（女子）
- バスケットボール部（男女）廃部しました。
- 卓球部（男女）
- ソフトテニス部（男女）
- 剣道部（男女）
- 陸上部（特設）
- 水泳部（特設）

### 文化部
- 吹奏楽部（第22回東日本学校吹奏楽大会出場[1]）
- 文芸部

## 校区
- 城里町立石塚小学校
- 城里町立常北小学校
- 城里町立七会小学校

## 周辺
- 城里町常北公民館

## 交通アクセス
- 東日本旅客鉄道（JR東日本）常磐線 水戸駅下車、茨城交通バス41系統「常北中学校入口」バス停下車。
- 茨城交通赤沢観音前〜常北中学校前「常北中学校前」バス停下車。
- 茨城交通岩下入り口〜常北中学校前「常北中学校前」バス停下車。

## 著名な出身者
- 田原香理（女子バレーボール選手・トヨタ車体クインシーズ）